# داء نشواني جلدي ثانوي
الدَّاء النَّشواني الجلْدي الثَّانوي هو حالةٌ جلديَّة تحدث بعد العلاج بالسورالين والأشعة فوق البنفسجية وفي الأورام الجلدية الحميدة والخبيثة التي قد توجد فيها رواسب من النشواني.:522